# ミュンヘン安全保障会議
ミュンヘン安全保障会議 (MSC; ドイツ語: Münchner Sicherheitskonferenz)は、ドイツのバイエルン州ミュンヘンで国際安全保障政策に関して1963年から毎年開催されている会議である。以前はミュンヘン安全保障政策会議(ドイツ語: Münchner Konferenz für Sicherheitspolitik)と言われていた。会議のモットーは「対話による平和」である。この種の集会としては世界最大規模のものである。
過去40年以上にわたってミュンヘン安全保障会議は国際安全保障政策の意思決定者たちが意見を交わす最も重要な独立フォーラムに育った。現在と未来の安全保障の課題について集中的な議論をおこなうため、毎年70か国以上から350人ほどの政策関係者が集まる。参加者には国家元首、政府、国際機関、大臣、国会議員、そして軍や科学者、市民団体、企業、メディアの幹部が含まれる。
会議は毎年2月に開催され、会場にはミュンヘンのバイリッシャー・ホフというホテルが使われる。

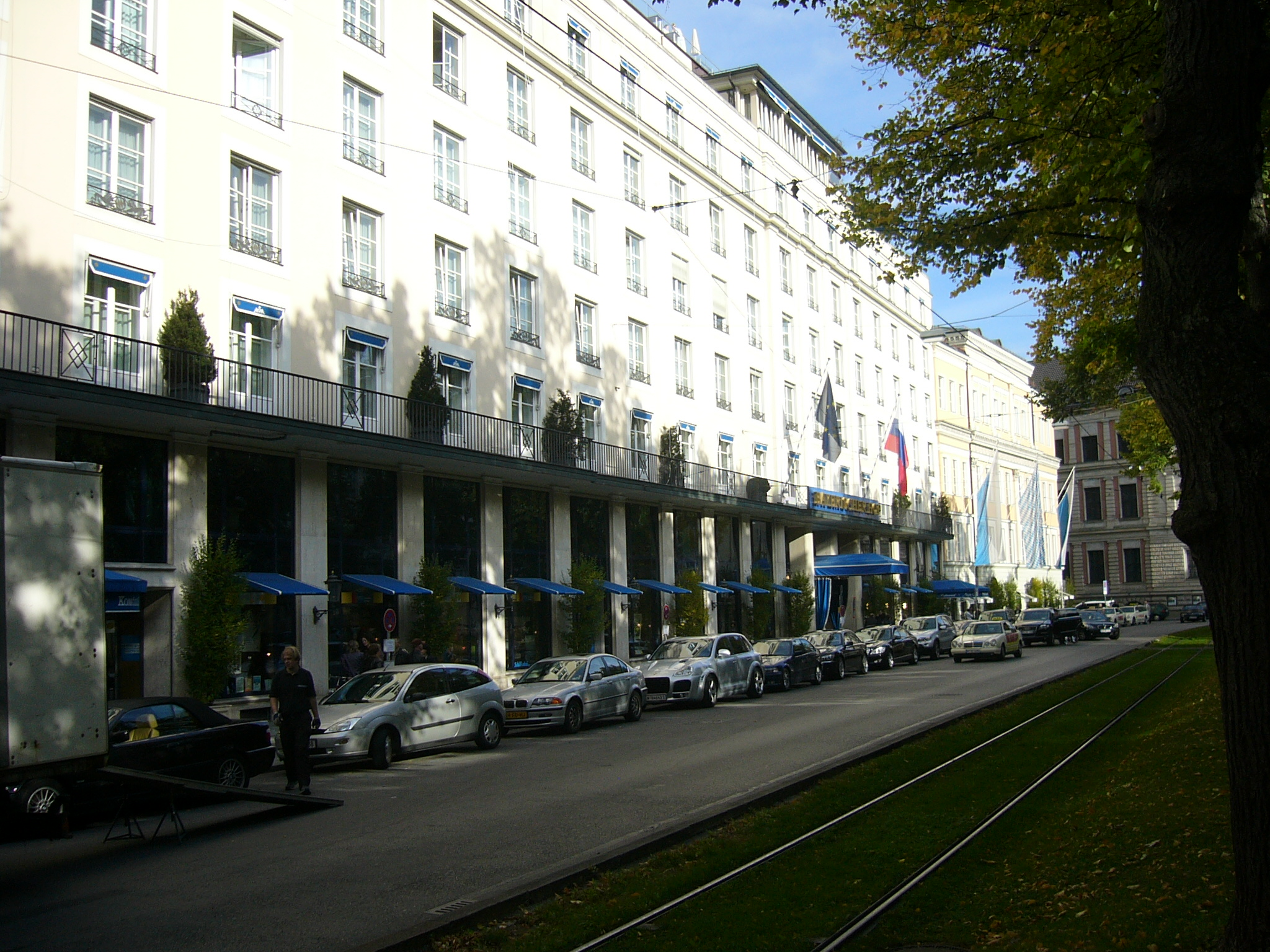
ミュンヘンのバイリッシャー・ホフ・ホテル

## 歴史

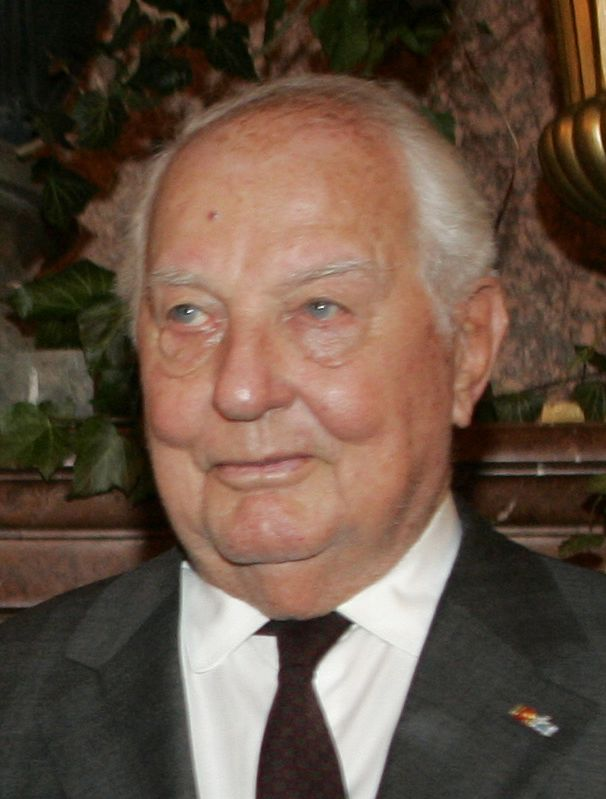
設立者のフォン・クライスト

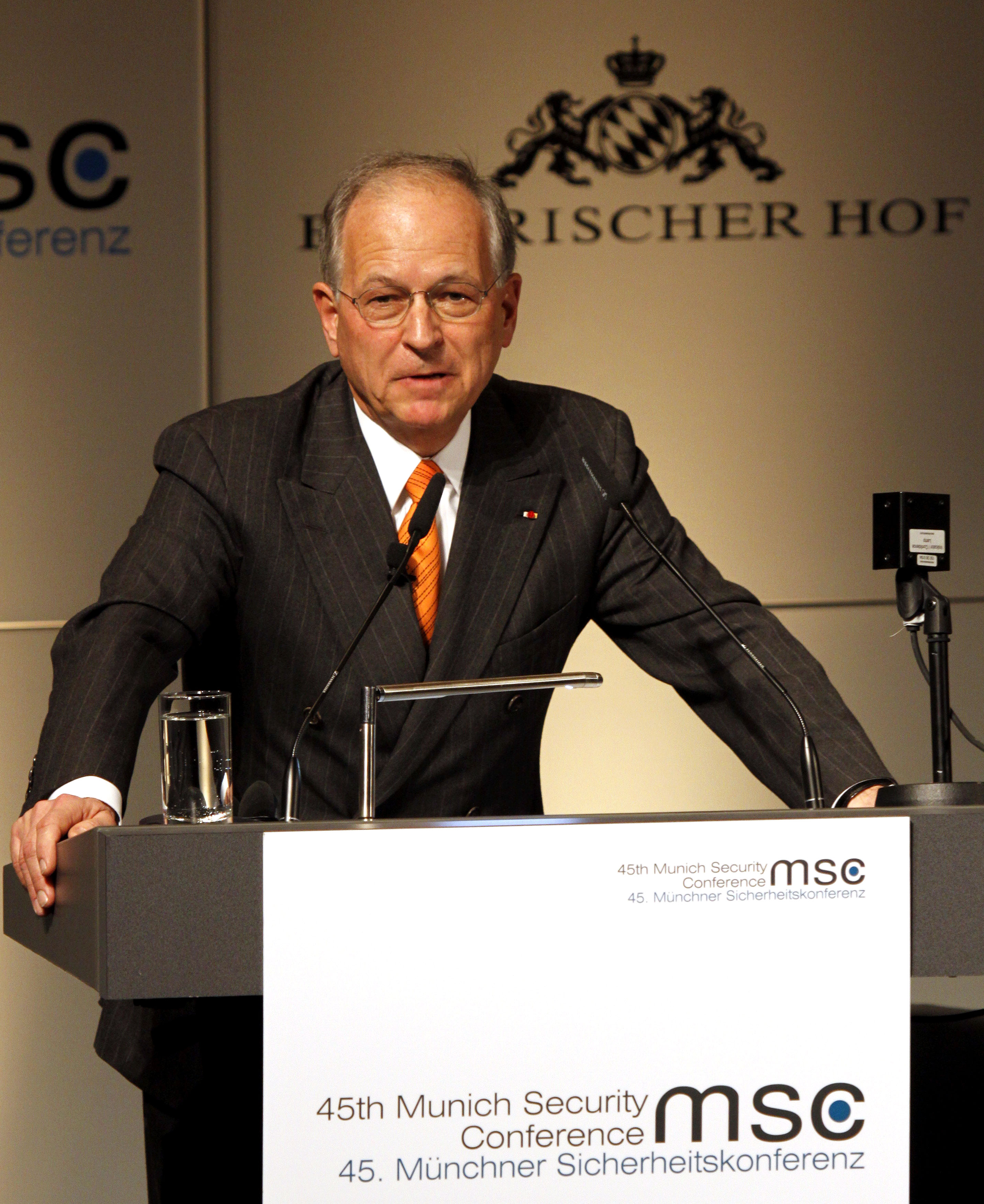
ヴォルフガング・イッシンガー(2009-2022年:議長)

1963年にフォン・クライストはInternationale Wehrkundebegegnung / Münchner Wehrkundetagungを設立した。のちにそれが発展して現在の会議ができた。シュタウフェンベルクの影響を受けた抵抗の戦士たちは、未来における第二次世界大戦のような軍事衝突の回避を主張し、安全保障政策に関する指導者や専門家を集めた。最初の会議にはヘルムート・シュミットやヘンリー・キッシンジャーなど60人ほどが参加した。1997年まではフォン・クライストが主催し、1999年から2008年までは政治家であり経営者でもあるホルスト・テルチク(Horst Teltschik)が後を継いだ。
2009年からは元外交官のヴォルフガング・イッシンガーが会議を主催した。イッシンガーは2011年に非営利企業である有限会社「ミュンヘン安全保障会議」を設立し、2022年2月にクリストフ・ホイスゲンが後を継ぐまでこの会社を率いた。副議長には外交官のボリス・ルーゲ(Boris Ruge)や経営者のベネディクト・フランケ(Benedikt Franke)がいる。
この有限会社はドイツ政府や大口支援者の寄付により2018年にMSC財団に吸収された。資金集めは2008年には100万ユーロに満たない公的資金に依存していたが、2022年には1000万ユーロ規模に拡大し、その大半を企業からの寄付金が占めていた。支援者の一つはアメリカのコンサルタント企業マッキンゼーで、同社が財団に代わって無償で会議を運営している。それを受けてポリティコはマッキンゼーが会議の日程や招待客、イベントに大きな影響を及ぼしていると報じたが、マッキンゼーはそれを否定している  。
ミュンヘン安全保障会議は過去に2度中止された。一つは湾岸戦争のあった1991年で、もう一つはフォン・クライストの引退による1997年である。テルチクのリーダーシップのもと、1999年に開かれた会議には中東欧に加えインド、日本、中国の政財界や軍の指導者たちが参加した。

## 目的
この会議では「対話による平和」というテーマのもと、NATOやEUの加盟国に加え、中国やインド、イラン、日本、ロシアなどの国からも政治家や外交官、軍や安全保障の専門家が招待され、安全保障や防衛政策の課題を議論する。
この会議は、安全保障は相互に結び付いているというコンセプトに沿って、時事的で主要な安全保障課題を明確化し、議論、分析することを目的としている。会議の焦点は、21世紀におけるヨーロッパや地球規模の安全保障、そして大西洋の両岸関係の発達について、議論したり意見を交わしたりすることにある。
会議は民間主導で開催され、公式な政府行事ではない。あくまで議論するための場であり、政府間の決定を拘束する権限はない。また、一般的な会議と異なり、最終的な共同声明も用意されない。高官協議は参加者同士の個別の非公式会談として行われることもある。例外は2011年の会議終了時に行われた、米ロ間の新戦略兵器削減条約の批准書の交換というグローバルな政治決定の発表舞台となったことである。

## 会議

### 2003 conference
2003年の第39回会議では、ドイツの外務大臣ヨシュカ・フィッシャーが、アメリカ政府によるイラク戦争の理由付けについて「すみませんが、私は確信を持てません」と疑義を呈した。

### 2009 conference
2009年2月6日から8日に開催された第45回会議には、世界中から10人超の国家元首と50人超の大臣が集まった。その中には、アメリカの副大統領ジョー・バイデン、フランスの大統領ニコラ・サルコジ、ドイツの首相アンゲラ・メルケル、ポーランドの首相ドナルド・トゥスク、アフガニスタンの大統領ハーミド・カルザイが含まれる。
2009年にエヴァルト・フォン・クライスト賞が設立された。この新しい賞は、ミュンヘン安全保障会議を設立したエヴァルト・フォン・クライストの政治家人生と功績を顕彰している。この賞は平和や紛争解決に大きな貢献をした人に与えられる。2009年の受賞者はヘンリー・キッシンジャーで、2010年はハビエル・ソラナだった。また2009年には「MSC Core Group Meetings」という新形態のイベントが始まった。この小規模の新しいイベントは、ミュンヘンで毎年開催されるMSCとは別に開催される。これは著名で高位の少数の参加者を不特定の首都へ招待し、非公式に現在の国際安全保障政策の課題を議論し持続可能な解決策を模索するための機会創出を目的としている。2009年はワシントンD.C.、2010年はモスクワ、2011年は北京で開催された。

### 2011 conference
第47回会議は2011年2月4日から6日に開催され、世界中からトップレベルの政策決定者が集まった。参加者には国連事務総長の潘基文、ドイツの首相アンゲラ・メルケル、イギリスの首相デーヴィッド・キャメロン、アメリカの国務長官ヒラリー・クリントン、ロシアの外務大臣セルゲイ・ラブロフがいた。なお、ベラルーシは国内の人権状況を理由として参加を拒否された。
2011年にはミュンヘン安全保障会議が国際安全保障政策の関心の中心地としての役割を増していることを示す二つの出来事があった。一つ目は、EUの外務・安全保障政策上級代表キャサリン・アシュトンが、中東に関するEU、ロシア、アメリカ、国連からなる4者会談を2011年の会議の中で開催することを求めたことである。二つ目は、会議に合わせた式典の中でロシアの外務大臣セルゲイ・ラブロフとアメリカの国務長官ヒラリー・クリントンが批准書を交わし、新戦略兵器削減条約が発効したことである。

### 2012 conference

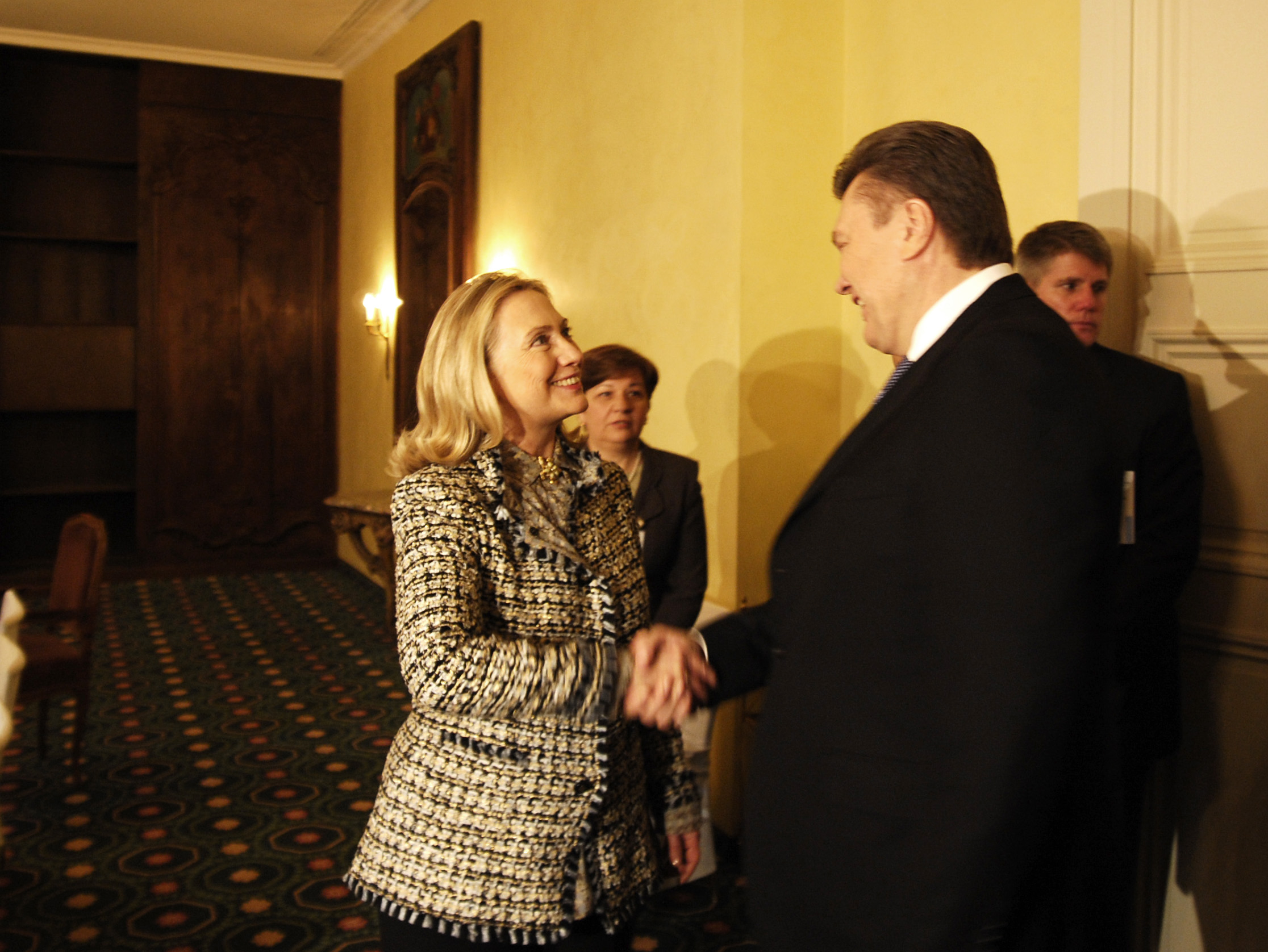
第48回会議でウクライナ大統領ヴィクトル・ヤヌコーヴィチがヒラリー・クリントンと会談

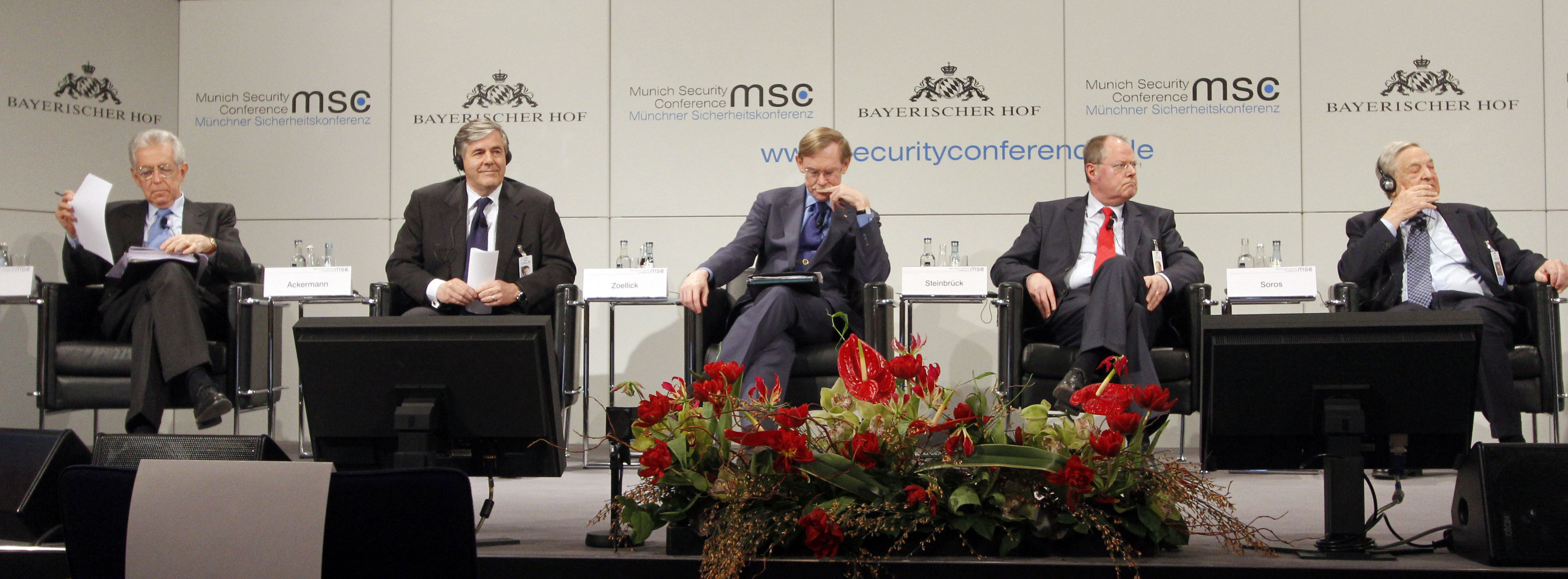
第48回会議:左からマリオ・モンティ、ヨーゼフ・アッカーマン、ロバート・ゼーリック、ペール・シュタインブリュック、ジョージ・ソロス。

第48回会議は2012年2月2日から5日に開催された。

### 2013 conference
第49回会議は2013年2月1日から3日に開催された。会議の焦点は、ヨーロッパの債務危機、大西洋両岸関係、マリや中東の危機、エネルギー安全保障、サイバーテロリズムだった。

### 2014 conference
第50回会議は2014年1月31日から2月2日に開催された。会議の焦点は、ユーロマイダン、新たな安全保障リスク、ヨーロッパの重要性の喪失、NSA(米国家安全保障局)問題、旧ユーゴスラビアの新秩序、中東、イランの核計画だった。

### 2015 conference
第51回会議は2015年2月6日から8日に開催された。約80カ国から20人の国家元首や70人の外務・防衛大臣、30人の大企業CEOを含め、400人以上が参加した。会議の焦点は、ウクライナでの衝突、イランとの核対話、テロとの戦い、難民危機だった。

### 2016 conference
第52回会議は2016年2月12日から14日に開催された。30人の国家元首、70人の外務・防衛大臣や情報機関トップを含む600人ほどが参加し、報道関係者も48カ国から700人ほどが集まった。会議の焦点は、NATOとロシア連邦の衝突、シリア、ISとの戦い、中東情勢、NATOの将来、北朝鮮の核計画、情報機関の活動、アフリカ情勢、難民危機だった。

### 2017 conference

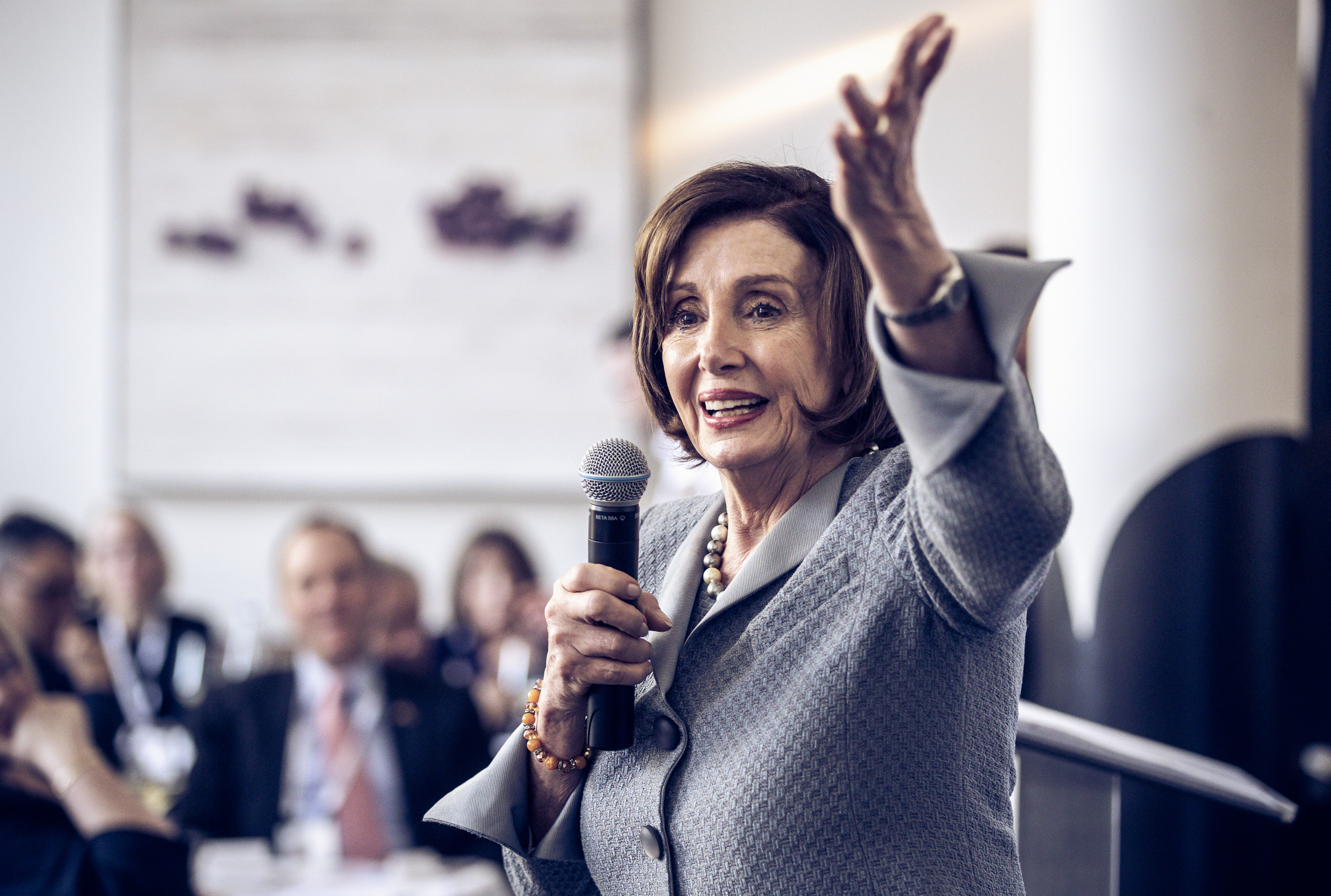
第56回会議でNuclear Threat Initiativeが主催したイベントで話すナンシー・ペロシ

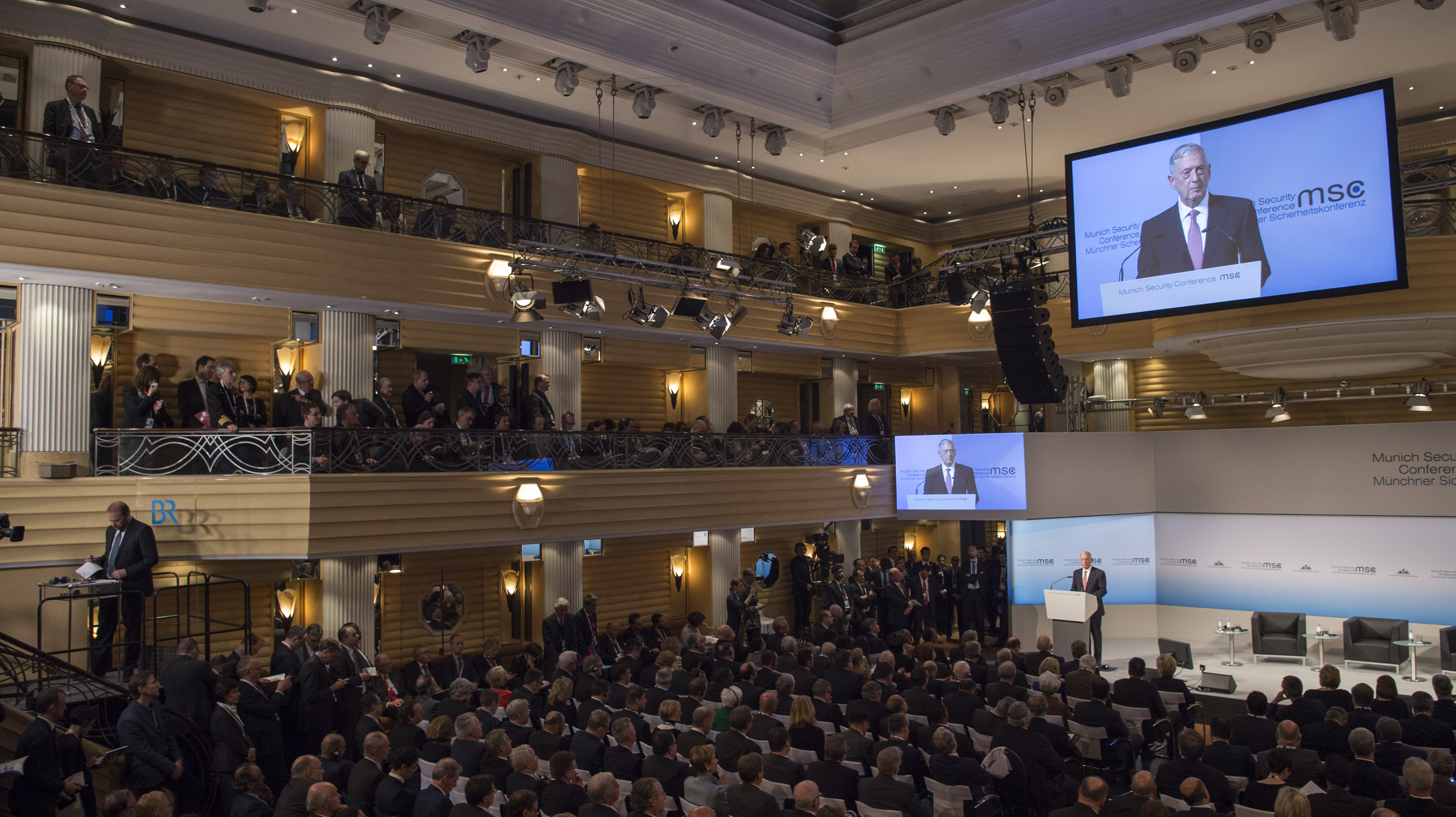
2017年の第53回会議

第53回会議は2017年2月17日から19日に開催された。30人の国家元首、60人の国際機関代表、65人の財界指導者を含む総勢680人が参加し、最大規模の会議となった。著名な参加者には、国連事務総長アントニオ・グテーレス、アメリカの副大統領マイク・ペンスと国防長官ジェームズ・マティス、ロシアの外務大臣セルゲイ・ラブロフ、EUの外務・安全保障政策上級代表フェデリカ・モゲリーニ、欧州理事会議長ドナルド・トゥスク、中国の外交部長王毅がいた。また、700人ほどの報道関係者が参加を認められた。公式な会議の他にも、参加者による2国間会談が1,350件ほど行われた。会議の焦点は、EUの将来、西洋やNATOの将来、中国の外交政策、グローバルな医療危機、テロとの戦い、中東やイラン、アメリカの対ロシア政策だった。

### 2018 conference
第54回会議は2018年2月16日から18日に開催された。

### 2019 conference
第55回会議は2019年2月15日から17日に開催された。600人ほどの参加者の中には、35人の国家元首、50人の外務大臣、30人の防衛大臣、そして政治や軍、防衛産業、財界、科学界の代表、国際的な政府間組織や民間団体のメンバーがいた。

### 2020 conference
第56回会議は2020年2月14日から16日に開催された。500人ほどの参加者の中には、35カ国の国家元首がいた。のちに第46代アメリカ大統領となるジョー・バイデンは、ワシントンから政治の世界舞台に新しい風を吹かせ多国間主義を尊重することを約束した。また、彼は「我々は戻ってくる」とも約束した。

### 2021 conference

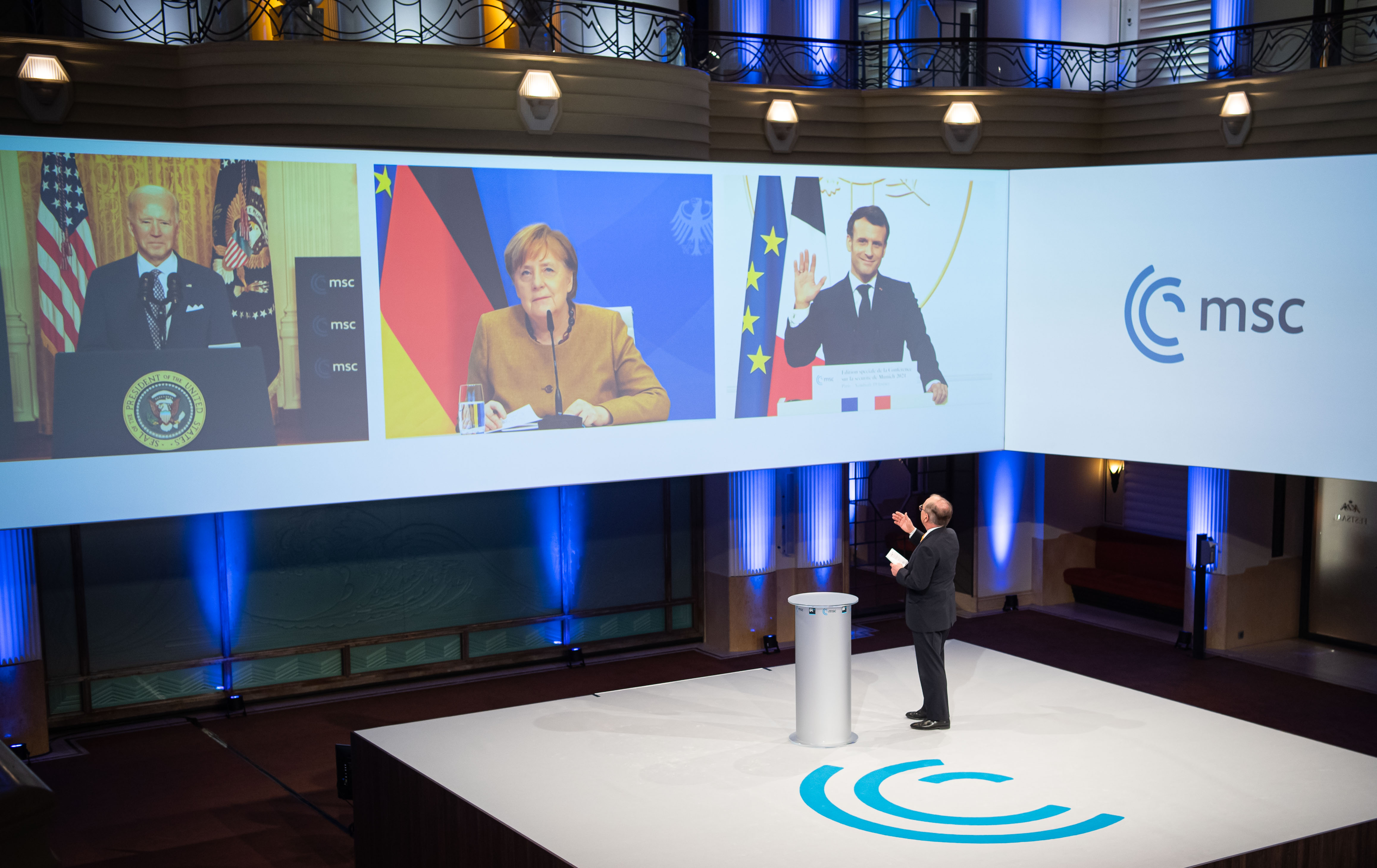
2021年、演説前のジョー・バイデン、アンゲラ・メルケル、エマニュエル・マクロン

第57回会議は、拡大するコロナのパンデミックの影響で、2月19日に対面参加無しのオンライン会議として開催された。この会議では、イギリスの首相ボリス・ジョンソン、ドイツの首相アンゲラ・メルケル、フランスの大統領エマニュエル・マクロン、アメリカの大統領ジョー・バイデンが演説した。バイデンはその中で「アメリカは戻ってきた」と宣言した。

### 2022 conference
第58回会議は2022年2月18日から20日に開催された。モットーは「流れを変えよう、無力でいることをやめよう」だった。30カ国の国家元首、100人の大臣、そしてNATOやEU、国連のような重要な国際機関のトップが参加した。会議はコロナのパンデミックの影響で、例年より小規模で開催された。また、会議の大部分はロシア・ウクライナ危機の問題に占められた。国連事務総長のアントニオ・グテーレスは、世界は冷戦時代よりも不安定な状況にあると強調した。アメリカの副大統領カマラ・ハリスは、アメリカはウクライナ侵攻に対する強力な制裁をロシア政権に課す準備ができていると主張した。ロシアは会議に参加しなかったが、ウクライナの大統領ウォロディミル・ゼレンスキーは、ロシアに対する宥和政策を捨てるべきだと西洋諸国に警告し、わずか5日後にロシアの猛攻撃が始まることを予見した。「本当にウクライナを助けるには、いつまでも侵略が起こる日付について語る必要はない。ウクライナは(1994年のブダペスト覚書によって)、世界で3番目に大きい核戦略を放棄する代わりに安全を保証された。我々はもはや武器を持っていない。我々には安全もない」。

### 2023 conference
第59回会議は2023年2月17日から19日に開催された。

## 賞

### エヴァルト・フォン・クライスト賞
この賞(Ewald von Kleist Award)は2009年から平和や紛争解決に大きな貢献をした個人に与えられている。受賞者には「Peace through Dialogue」(平和による対話)と刻印されたメダルが授与される。最近の受賞者には、ジョン・マケイン(2018年)、アレクシス・ツィプラスとゾラン・ザエフ(2019年)、国際連合(2020年)、アンゲラ・メルケル(2021年)、イェンス・ストルテンベルグ(2022年)がいる。

### ジョン・マケイン博士論文賞
この賞(John McCain Dissertation Award)は2019年に始まったもので、大西洋両岸関係に関する政治学の博士論文が、最大2件、会議開催中に表彰される。賞はジョン・マケインを記念し、ミュンヘン政治学院、ゲシュヴィスター・ショル・インスティテュート、連邦軍大学、マケイン・インスティテュートとの連携で授与される。また、副賞としてMSCのイベントへの参加権と最大10,000ユーロの賞金が授与される。